# Baumdenkmal

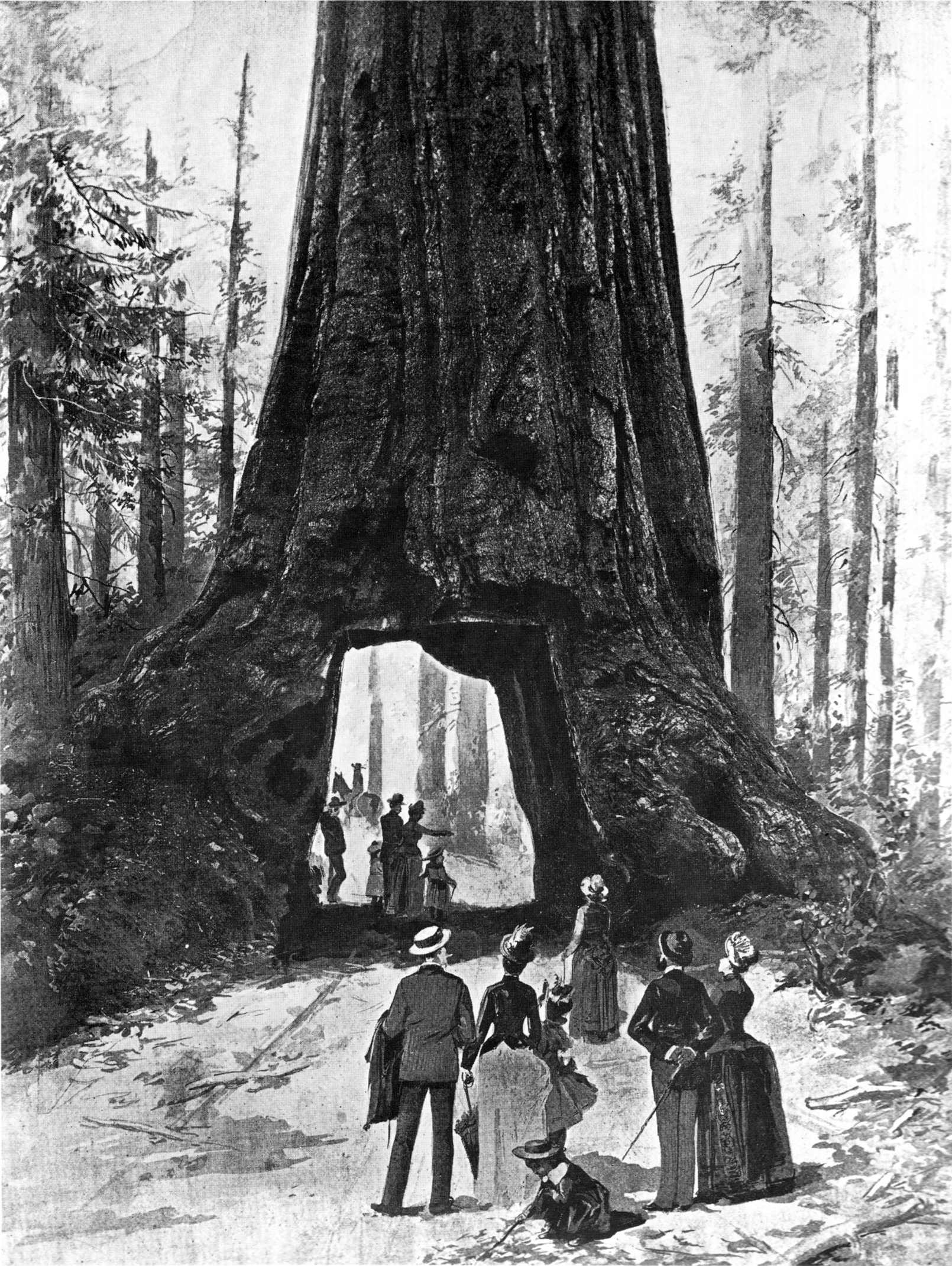
Der Wawona Tree, Yosemite NP (Zeichnung von 1887)

Unter Baumdenkmal versteht man Bäume als Naturdenkmal im Kontext des Baumschutzes.

## Zum Begriff des Baumdenkmals
Zu einem Denkmal können Einzelbäume oder Baumgruppen erklärt werden, die einen besonderen Wuchs und ein besonderes Aussehen besitzen oder ein ungewöhnlich hohes Alter aufweisen, in der Landschaft herausragen (Solitär, Landmarke) oder ortsbildprägend sind, einen kulturgeschichtlich bedeutenden Ort zeigen, etwa ehemalige Versammlungs- oder Gerichtsorte markieren (Gerichtslinde), Denkmale für ein historisches Ereignis (Doppeleiche, Exulanten-Linden) darstellen, oder mit einem anderen Kulturdenkmal wie Kirchen und Kapelle, Brunnen und Quellen, oder Flur- und Wegekreuz ein Ensemble bilden. Auch werden Bäume oder Baumgruppen, die in ihrem Standort eine botanisch-ökologische Besonderheit darstellen, als Denkmal ausgewiesen. Daneben erstellen Gebietskörperschaften – meist die Gemeinden – für ihr Gebiet auch eigene Baumschutzsatzungen, meist ein nicht objektbezogener Schutz, sondern prinzipiell nach Alter oder Stammdurchmesser eines Baumes.
Mit ihrer direkten Umgebung (etwa Bebuschung oder Grünland, Gewässern und Feuchtgebieten) werden Bäume auch zu kleinräumigen Landschaftsschutzgebieten oder geschützten Landschaftsteilen mit dem Baum als Leitobjekt zusammengefasst. Bäume in Gärten und Parks werden meist zum Gartendenkmal als Ensemble zusammengefasst, oder fallen unter einen anderen Ensembleschutz der Baudenkmäler.

## Nationales

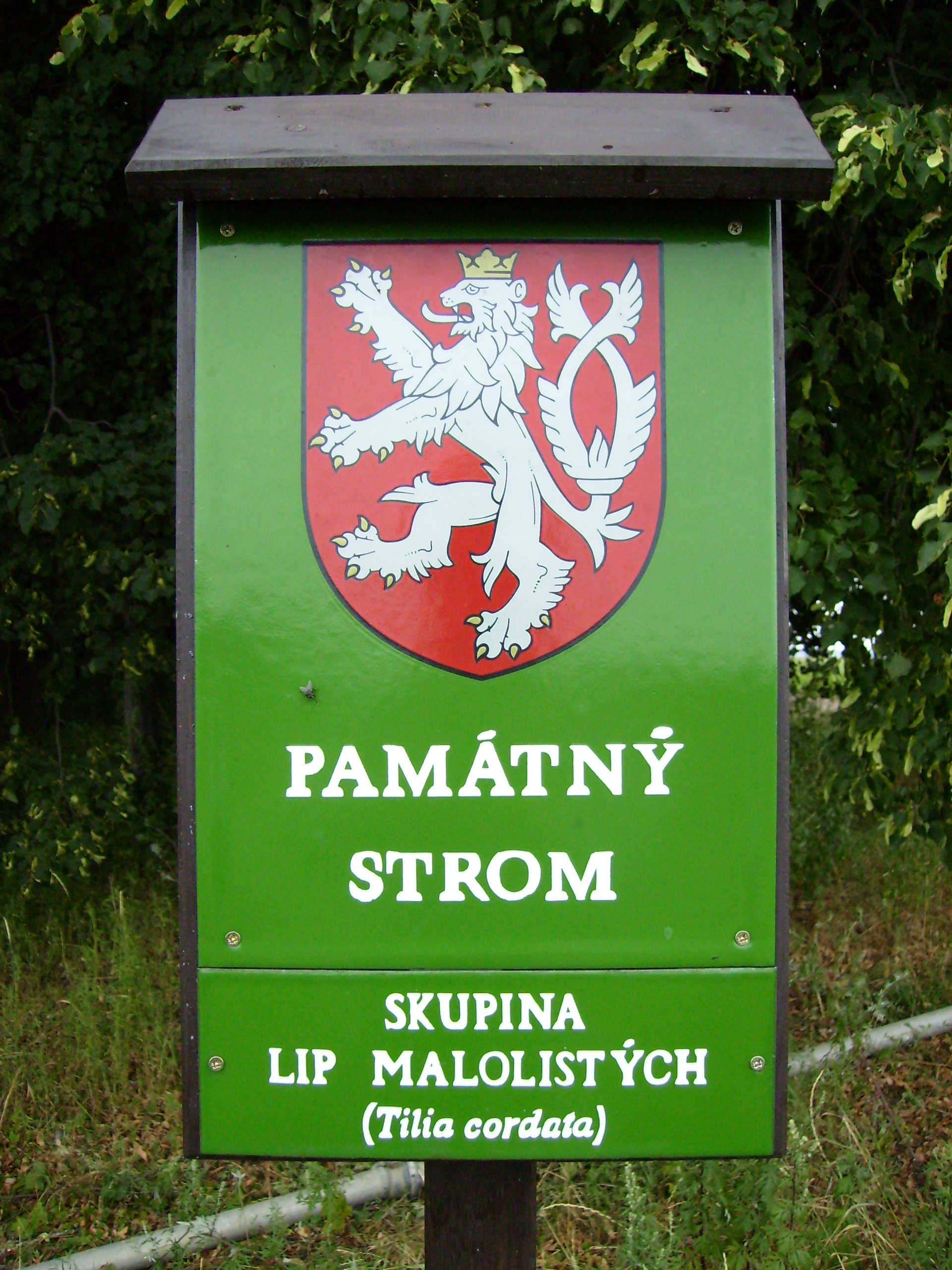
Památný strom, tschechische Naturschutzkategorie

Die genauen Definitionen und Rechtsgrundlagen sind von Land zu Land verschieden.
- In Deutschland greifen für ein solches Naturdenkmal § 28 des Bundesnaturschutzgesetzes und die Landesnaturschutzgesetze.
- In Österreich werden Einzelbäume ebenfalls meist als Naturdenkmal oder geschütztes Naturgebilde/Naturdenkmal von örtlicher Bedeutung/Örtliches Naturdenkmal auf Basis der naturschutzrechtlichen Bestimmungen der Länder ausgewiesen. Eine Besonderheit bildet das Schutzinstrument der Baumschutzverordnung der Stadt Salzburg, die allgemein Bäume ab einem bestimmten Alter/Durchmesser unter Schutz stellt, in anderen Städten gibt es allgemeinere Bestimmungen zu urbanem Grünbestand (etwa Schutzgebiet Wald- und Wiesengürtel und Parkschutzgebiet in Wien, Geschützter Grünbestand in Kärnten)
- In Tschechien stützt sich die eigenständige Kategorie Památný strom (‚Naturdenkmal-Baum, Denkmalbaum‘) auf § 46 Památné stromy a jejich ochranná pásma Abs. 1 des Natur- und Landschaftsschutzgesetzes 114/1992 Sb. Ziel ist ein besonderer Schutz, um den Baum zu erhalten. Sie werden von der Tschechischen Agentur für Natur- und Landschaftsschutz ausgewiesen, in Tschechien gibt es etwa 25.000 Denkmalbäume.[1][2]